# Taussac
Taussac (okzitanisch gleichlautend) ist ein Ort und eine südfranzösische Gemeinde mit 508 Einwohnern (Stand 1. Januar 2022) im Département Aveyron in der Region Okzitanien (vor 2016 Midi-Pyrénées). Der Ort gehört zur ehemaligen Grafschaft Carladès in der historischen Provinz Rouergue. Taussac ist Teil des Arrondissements Rodez und des Kantons Aubrac et Carladez. Die Einwohner werden Taussacois genannt.

## Lage
Taussac liegt etwa 15 Kilometer südöstlich von Aurillac an der Grenze zum Département Cantal. Umgeben wird Taussac von den Nachbargemeinden Raulhac im Norden, Mur-de-Barrez im Nordosten und Osten, Brommat im Osten, Lacroix-Barrez im Süden, Murols im Südwesten, Vezels-Roussy Südwesten und Westen sowie Cros-de-Ronesque im Westen und Nordwesten.

## Bevölkerungsentwicklung
| Jahr                       | 1962 | 1968 | 1975 | 1982 | 1990 | 1999 | 2006 | 2019 |
| Einwohner                  | 617  | 551  | 503  | 552  | 544  | 526  | 470  | 530  |
| Quellen: Cassini und INSEE |      |      |      |      |      |      |      |      |

## Sehenswürdigkeiten
- Kirche Notre-Dame-de-l’Assomption in Taussac

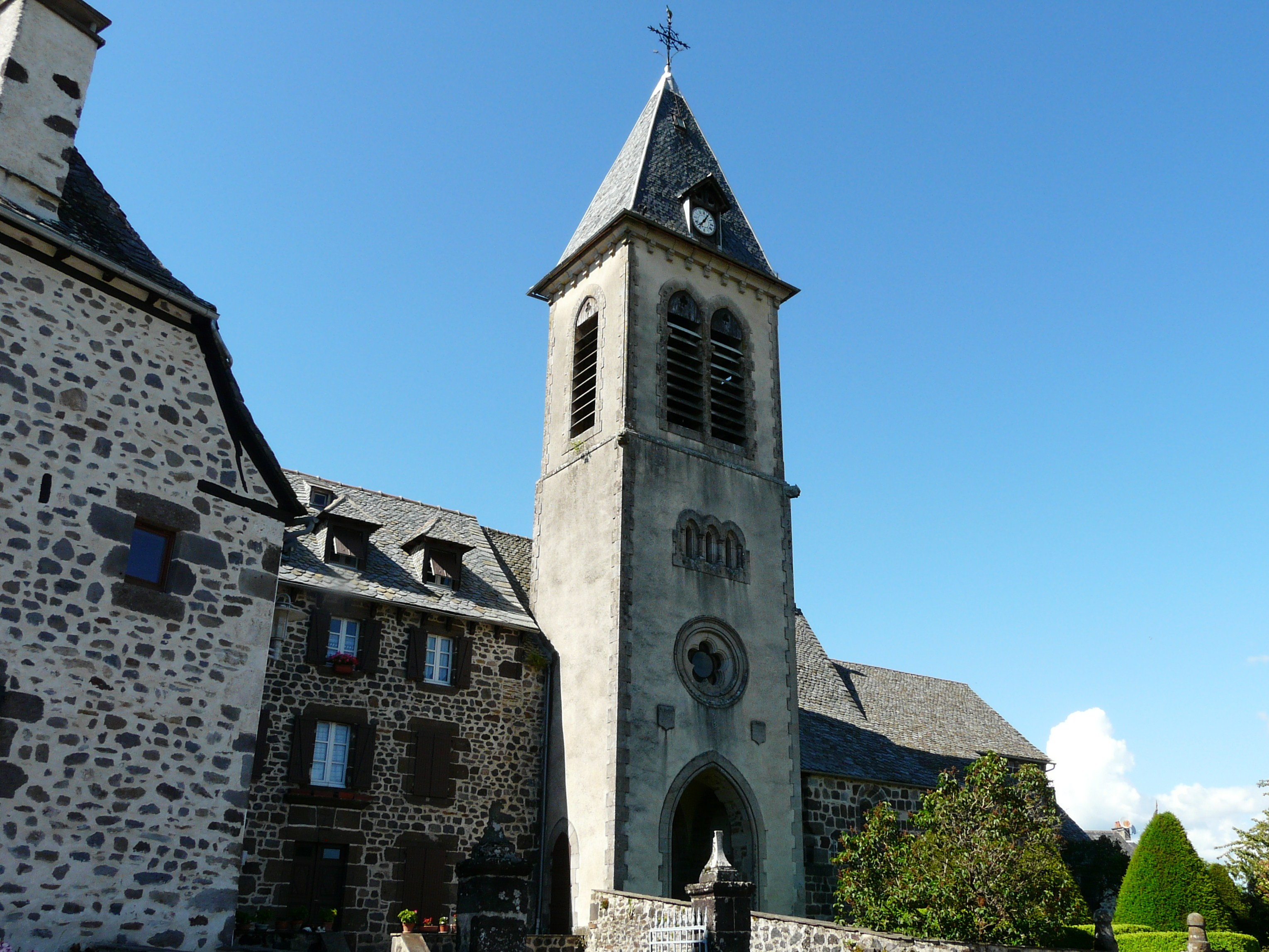
Kirche Notre-Dame-de-l’Assomption

- Kirche Notre-Dame in Manhaval
- Kirche von Mayrinhac
- Kirche von Peyrat
- Kapelle Notre-Dame von Lez
- Schloss Taussac